# 펑키로컬스
펑키로컬스는 대한민국의 락킹 댄스 그룹이다.

## 방송
- 미스터트롯3 (2024) - Top24

## 음반
- 아무도 모르게 (2024)
- Funky Localsmas (2024)
- 미스터트롯3 예선전 베스트 PART3, 장르별 팀배틀 베스트 PART1 (2025)
- 미스터트롯3 장르별 팀배틀 베스트 PART2 (2025)
- 미스터트롯3 메들리 팀미션 베스트 PART2 (2025)